# Le stagioni del nostro amore (film)
Le stagioni del nostro amore è un film del 1966 diretto da Florestano Vancini.

## Trama
Vittorio Borghi è un giornalista quarantenne in crisi esistenziale, a causa soprattutto del rapporto sentimentale con una giovane ragazza, Elena, e della rottura definitiva con la moglie Milena. Decide, quindi, di ritornare nella città della sua giovinezza, Mantova, città che aveva voluto abbandonare alla ricerca della realizzazione professionale. Qui incontra gli amici del padre, i compagni di scuola e della Resistenza, coi quali aveva condiviso anche le dure lotte politiche del dopoguerra. Gli eventi passati rievocati sembrano riaccendere le passioni e le emozioni della giovinezza. Ma tuttavia, gradualmente, Vittorio acquisisce consapevolezza di come quelle stesse persone siano mutate, dai vecchi ideali politici ormai lontane, se non addirittura indifferenti. Anch'egli ne condivide la disillusione e la rassegnazione. Percepisce infine quanto ormai sia conclamata la loro reciproca estraneità.
Il pellegrinaggio nei luoghi della gioventù si conclude amaramente in riva al Po, in una balera dove un gruppo di ragazzi e ragazze riescono a far funzionare un juke-box, allegri e spensierati, lontani nei modi e nei pensieri dalla gioventù alla quale Vittorio apparteneva.

## La lavorazione del film
Quando il film fu rifiutato da Dino De Laurentiis, che per acconsentire a un finanziamento auspicava la cancellazione delle tematiche più politiche, Vancini e Mario Gallo costituirono la casa di produzione che dalle iniziali dei loro cognomi prese il nome di Ga.Va. Cinematografica. Il preventivo di 70/75 milioni fu contenuto per prestazioni amichevoli di Enrico Maria Salerno e altri attori, del montatore e di altri componenti del cast. Le riprese iniziarono a Mantova il 14 dicembre 1965 e l'anteprima fu a Bologna il 24 marzo 1966. Il film fu oggetto di censura tanto che una prima versione fu vietata ai minori di diciott'anni, una seconda ai minori di quattordici ed infine dopo ulteriori tagli fu visibile a tutti.
Girato a Mantova a Sabbioneta e a Cavriana.

## Critica
«Ambizioni intellettualistiche e toni poetici...» *½ 

## Riconoscimenti
- Saint Vincent
  - Grolla d'oro al migliore attore protagonista: Enrico Maria Salerno
- 1967 - Semana Internacional de Cine de Valladolid
  - Premio Ciudad de Valladolid